# Maria Alexandrina Pires Chaves
Maria Alexandrina Pires Chaves Berger (Sé, Faro, 3 de janeiro de 1892 – Carcavelos, Cascais, 27 de fevereiro de 1979) foi uma pintora portuguesa.

## Percurso
Era filha do proprietário Joaquim Manuel Ferreira Chaves, natural de Faro (freguesia de São Pedro), e de Maria Antónia Pires de Azevedo Chaves, doméstica, também natural de Tavira (freguesia de Santa Maria do Castelo). Era irmã de Raul Pires Ferreira Chaves, Olímpio Ferreira Chaves e João Carlos Pires Ferreira Chaves.
Frequentou a Escola Industrial de Pedro Nunes em Faro, o Curso Especial de Pintura da Escola de Belas-Artes de Lisboa e a Escola Normal para o Ensino do Desenho.. 
Recebeu ensinamentos particulares dos pintores Ezequiel Pereira, seu padrinho de casamento, e António Tomás da Conceição Silva.
Realizou diversas exposições em Faro, Lisboa e Porto. Participou, obtendo menções honrosas e várias medalhas, em Salões da Sociedade Nacional de Belas Artes em Lisboa e no Estoril e nas exposições do Grupo de Artistas Portugueses, da Imagem da Flor, da Junta da Província da Beira Alta, dos Pintores do Sul, no Salão Silva Porto e outras nacionais e estrangeiras.. 
Expôs em 1957, na SNBA, uma série sobre as praias e as falésias do Algarve.
Encontra-se colaboração da sua autoria na na II série  da revista Alma nova  (1915-1918).
A 24 de julho de 1926, casou civilmente em Lisboa com o escultor Rogério Paletti Berger (Santa Maria, Lagos, 1899 – Santa Isabel, Lisboa, 23 de março de 1965), filho do professor José Júlio Lapelier Berger (Santa Maria, Lagos, 1868 – 1934), que exerceu, ainda durante a Monarquia, como vereador republicano do município e mais tarde como administrador de concelho em Lagos pelo Partido Republicano Português, e de sua mulher Adelina da Glória Berger, ambos naturais de Lagos. Foram padrinhos de casamento o pai do noivo, José Júlio Lapelier Berger, e o pintor Ezequiel Pereira.
Morreu a 27 de fevereiro de 1979, na freguesia de Carcavelos, concelho de Cascais.

## Homenagens
Faro homenageou-a, inserindo o seu nome na toponímia da cidade com a Praceta Maria Alexandrina Pires Chaves Berger. 